# 홍콩의 로마 가톨릭교회
홍콩의 로마 가톨릭교회는 1841년에 설립되었으며, 세계 가톨릭교회의 일원으로서 로마 교황의 영적 지도를 따르고 있다. 홍콩의 가톨릭교도들은 모두 홍콩 교구민이다. 교계제도상 홍콩 교구는 베이하이 교구, 장먼 교구, 산터우 교구, 사오관 교구 등과 더불어 광저우 관구에 속해 있다.
홍콩에는 전체 시민의 약 5%에 해당하는 350,000명이 가톨릭교도이다. 홍콩 가톨릭교도의 대다수는 중국인이다. 중국인 외에도 대한민국, 필리핀, 일본, 인도, 프랑스, 독일에서 온 가톨릭교도도 있다.
현재 교구장은 2005년 교황 베네딕토 16세에 의해 임명된 통혼(요한) 추기경이다.
홍콩 교구의 주교좌 성당은 성모 무염시태 주교좌 성당이다.

## 같이 보기
- 중국의 로마 가톨릭교회
- 천주교 홍콩 교구